# بوغراديس
بوغراديس (بالإنجليزية: Pogradec)‏ هي مدينة وبلدية في وسط ألبانيا، وتقع على شواطئ بحيرة أوخريد. البحيرة هي واحدة من أعمق وأقدم البحيرات في أوروبا. وهي تتبع مقاطعة كورتشي. هذه المدينة محاطة بالتلال على الجانب الجنوبي والغربي. تقع البحيرة في الجانب الشرقي والشمالي من المدينة، يمر الطريق السريع المؤدي إلى تيرانا وإلباسان وكورتشي عبر المدينة. بلغ عدد سكانها 20848 نسمة في 2011 . ورمزها البريدي هو 7301–7303 .

## المناخ
يظهر الجدول التالي التغييرات المناخية على مدار السنة لبوغراديس:
| البيانات المناخية لـبوغراديس      | البيانات المناخية لـبوغراديس | البيانات المناخية لـبوغراديس | البيانات المناخية لـبوغراديس | البيانات المناخية لـبوغراديس | البيانات المناخية لـبوغراديس | البيانات المناخية لـبوغراديس | البيانات المناخية لـبوغراديس | البيانات المناخية لـبوغراديس | البيانات المناخية لـبوغراديس | البيانات المناخية لـبوغراديس | البيانات المناخية لـبوغراديس | البيانات المناخية لـبوغراديس | البيانات المناخية لـبوغراديس |
| الشهر                             | يناير                        | فبراير                       | مارس                         | أبريل                        | مايو                         | يونيو                        | يوليو                        | أغسطس                        | سبتمبر                       | أكتوبر                       | نوفمبر                       | ديسمبر                       | المعدل السنوي                |
| --------------------------------- | ---------------------------- | ---------------------------- | ---------------------------- | ---------------------------- | ---------------------------- | ---------------------------- | ---------------------------- | ---------------------------- | ---------------------------- | ---------------------------- | ---------------------------- | ---------------------------- | ---------------------------- |
| متوسط درجة الحرارة الكبرى °م (°ف) | 3 (37)                       | 8 (46)                       | 13 (55)                      | 17 (63)                      | 22 (72)                      | 27 (81)                      | 30 (86)                      | 30 (86)                      | 25 (77)                      | 19 (66)                      | 12 (54)                      | 5 (41)                       | 18 (64)                      |
| متوسط درجة الحرارة الصغرى °م (°ف) | −5 (23)                      | −3 (27)                      | 1 (34)                       | 5 (41)                       | 9 (48)                       | 12 (54)                      | 14 (57)                      | 14 (57)                      | 10 (50)                      | 7 (45)                       | 2 (36)                       | −2 (28)                      | 5 (42)                       |
| الهطول مم (إنش)                   | 40.5 (1.59)                  | 38 (1.5)                     | 34.9 (1.37)                  | 53.1 (2.09)                  | 48.4 (1.91)                  | 29.2 (1.15)                  | 30.8 (1.21)                  | 29.2 (1.15)                  | 38.7 (1.52)                  | 53.4 (2.10)                  | 65.6 (2.58)                  | 73.5 (2.89)                  | 535.3 (21.06)                |
| متوسط أيام هطول الأمطار (≥ 1 mm)  | 8                            | 8                            | 8                            | 12                           | 10                           | 7                            | 6                            | 4                            | 7                            | 9                            | 11                           | 13                           | 103                          |
| المصدر: World Weather Online      |                              |                              |                              |                              |                              |                              |                              |                              |                              |                              |                              |                              |                              |

## مدن توأم
المدن التوأم:
أوخريد

## أعلام
- كريشنيك غجاتا
- فانجيل زغورو